# Веселівка (Дмитрівська сільська громада)
Весе́лівка — село в Україні, у Дмитрівській сільській громаді Кропивницького району Кіровоградської області. Населення становить 8 осіб.

## Населення
Згідно з переписом УРСР 1989 року чисельність наявного населення села становила 29 осіб, з яких 11 чоловіків та 18 жінок.
За переписом населення України 2001 року в селі мешкало 8 осіб. 100 % населення вказало своєю рідною мовою українську мову.